# دانا، ایلینوی
دانا (به انگلیسی: Dana) یک روستا در ایالات متحده آمریکا است که در ایلینوی واقع شده‌است. دانا ۰٫۵۷ کیلومتر مربع مساحت و ۱۵۹ نفر جمعیت دارد و ۲۰۵٫۱۳ متر بالاتر از سطح دریا واقع شده‌است.